# Église Saint-Dominique-de-Guzmán d'Oaxaca de Juárez
Pour les articles homonymes, voir Église Saint-Dominique-de-Guzmán.
L’église Saint-Dominique-de-Guzmán (espagnol : templo de Santo Domingo de Guzmán), à laquelle est adjoint l’ancien couvent Saint-Dominique-de-Guzmán, est un important édifice religieux de,la ville mexicaine de Oaxaca.

## Histoire

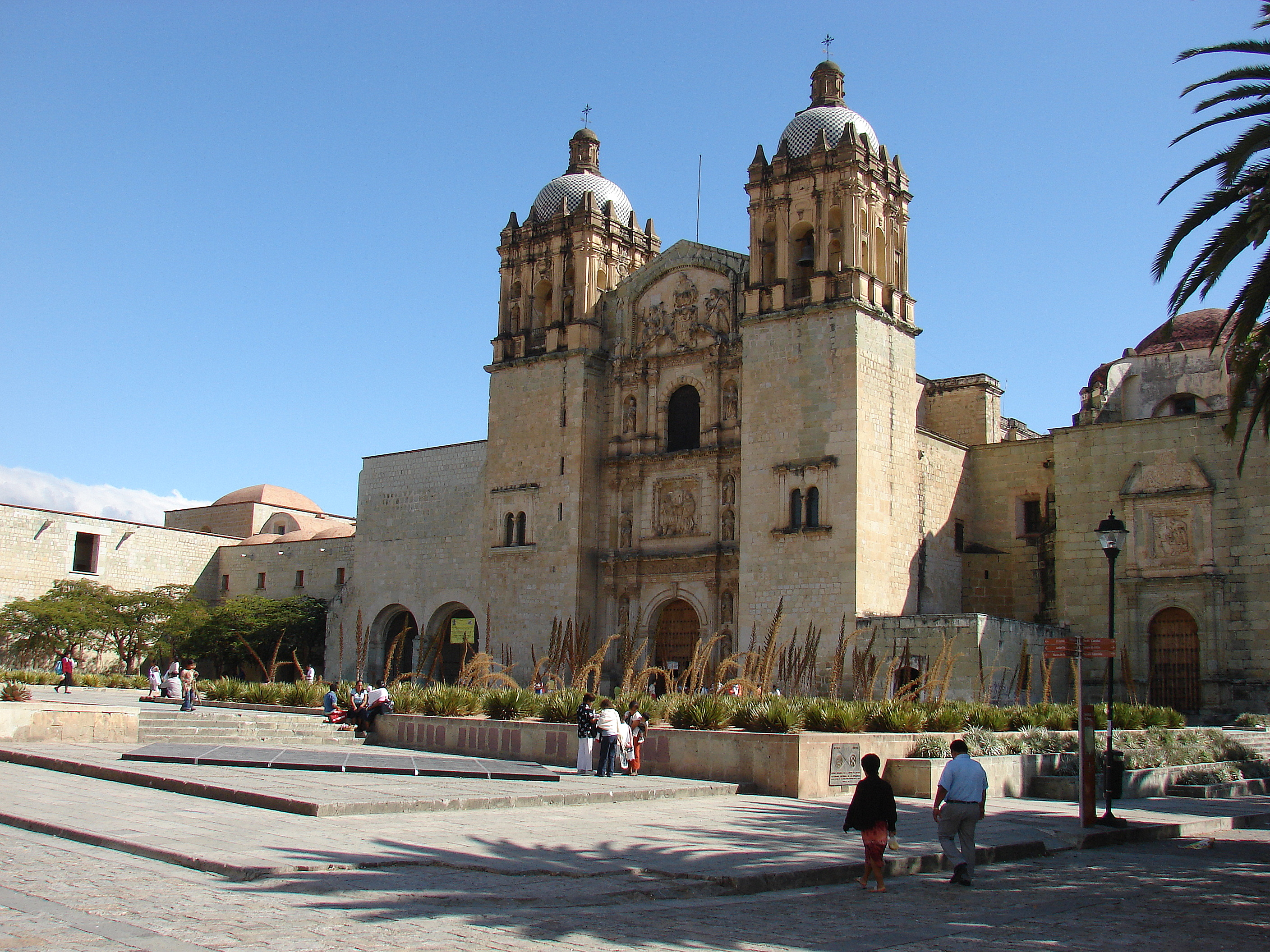
Temple et ancien couvent de Santo Domingo de Guzmán, dans le centre historique d'Oaxaca.
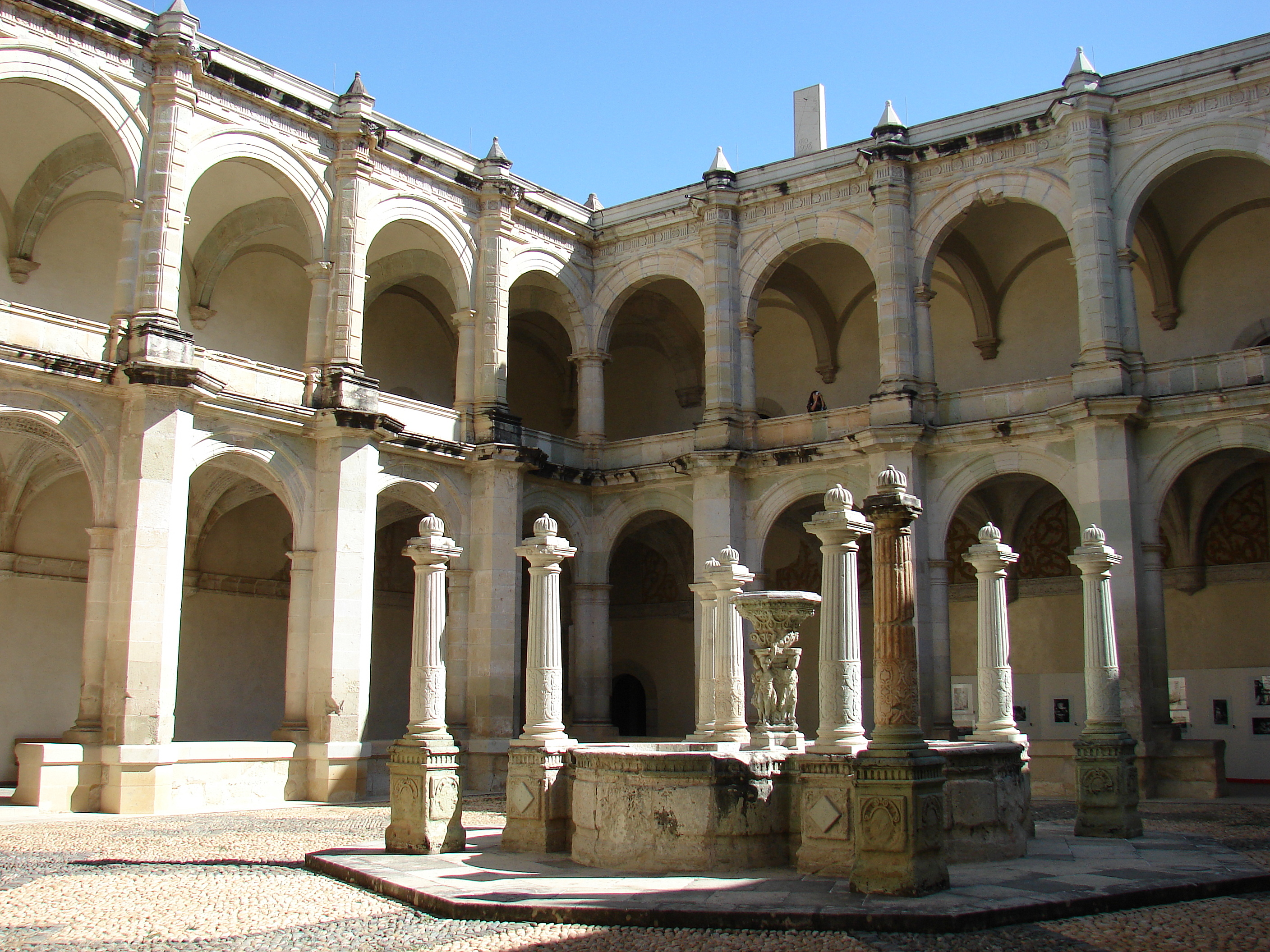
Cour intérieure.
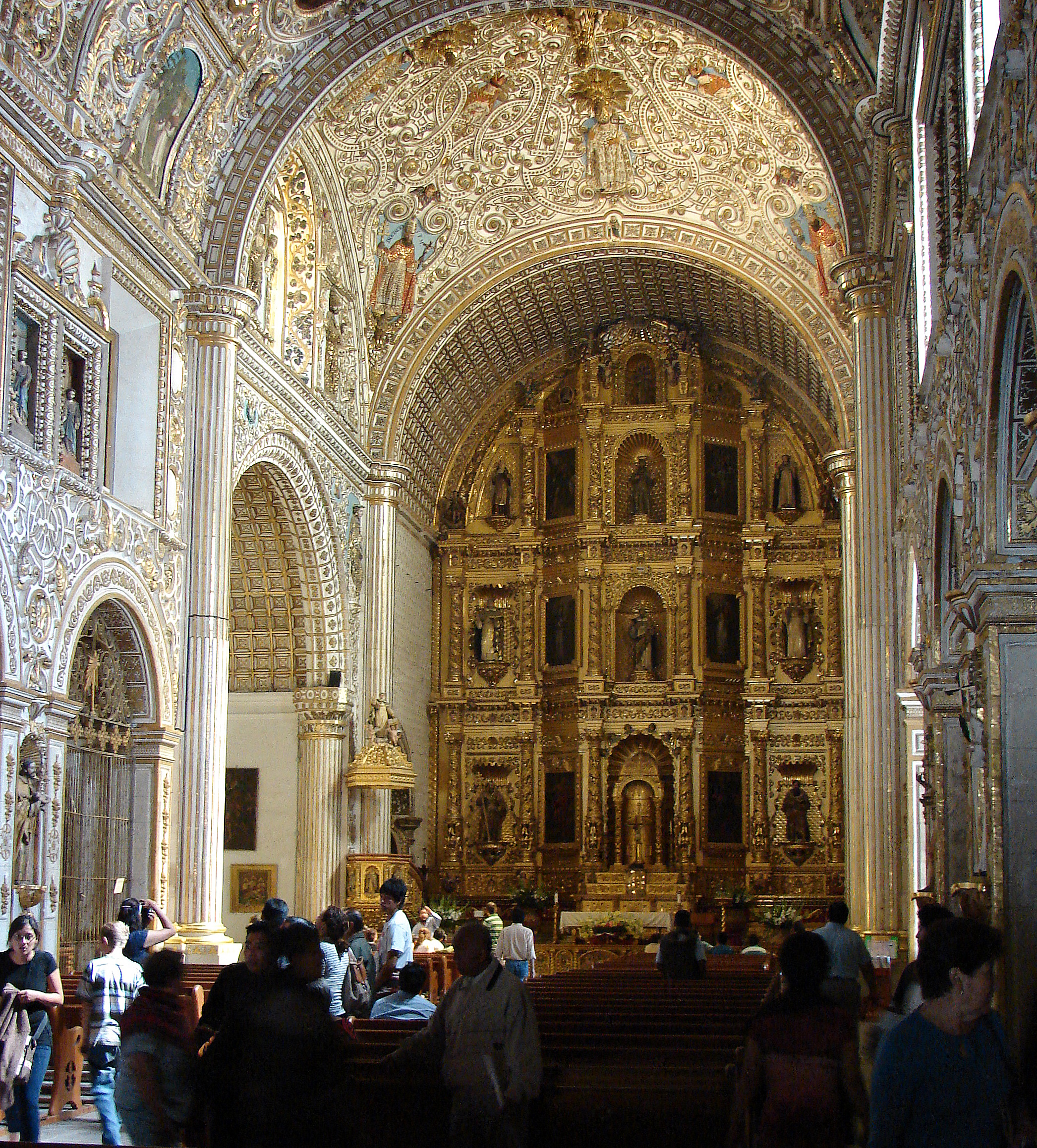
Intérieur du Templo de Santo Domingo, avec les retables en or.
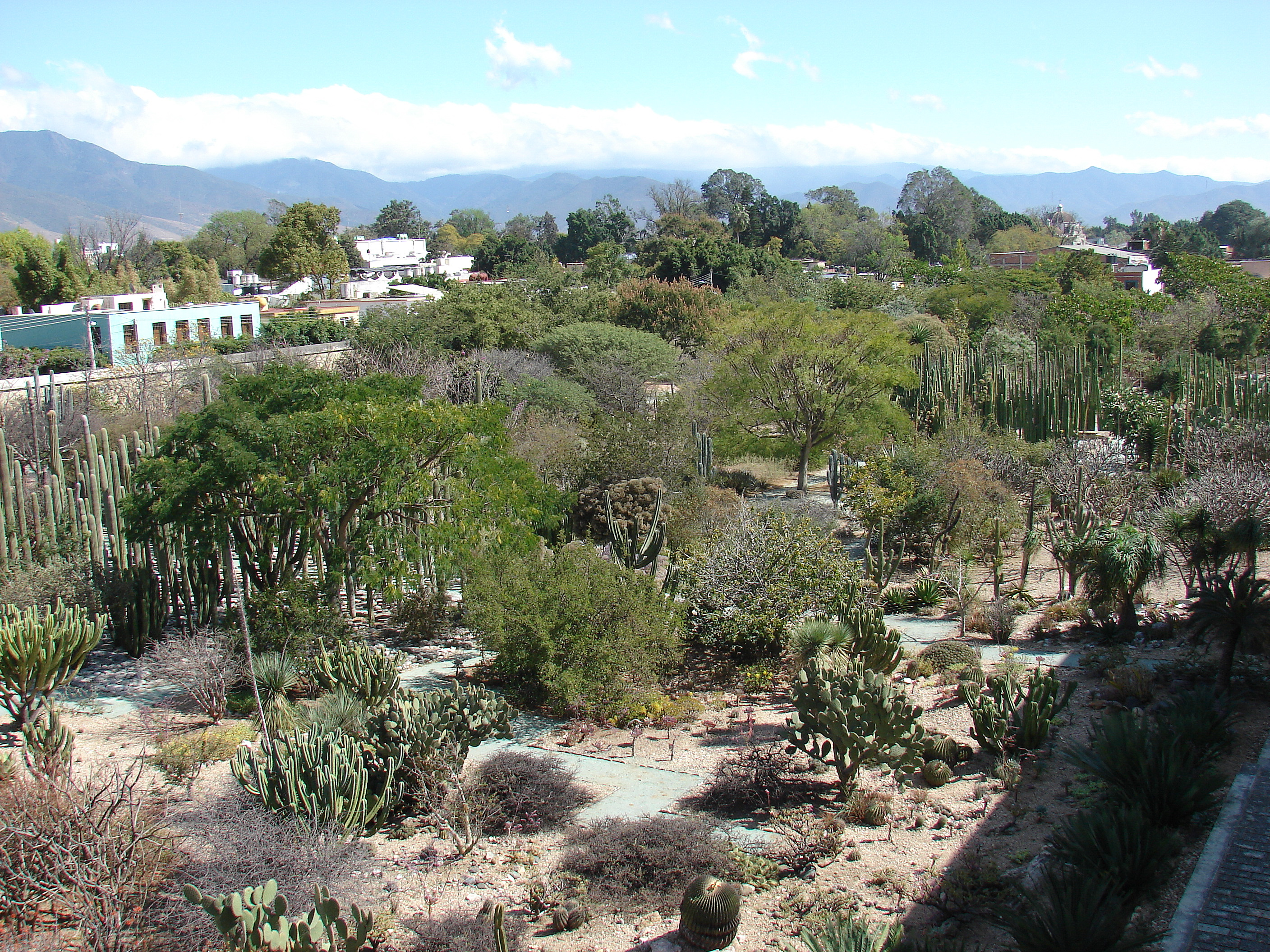
Le jardin ethnobotanique d'Oaxaca à l'intérieur de l'ancien couvent.
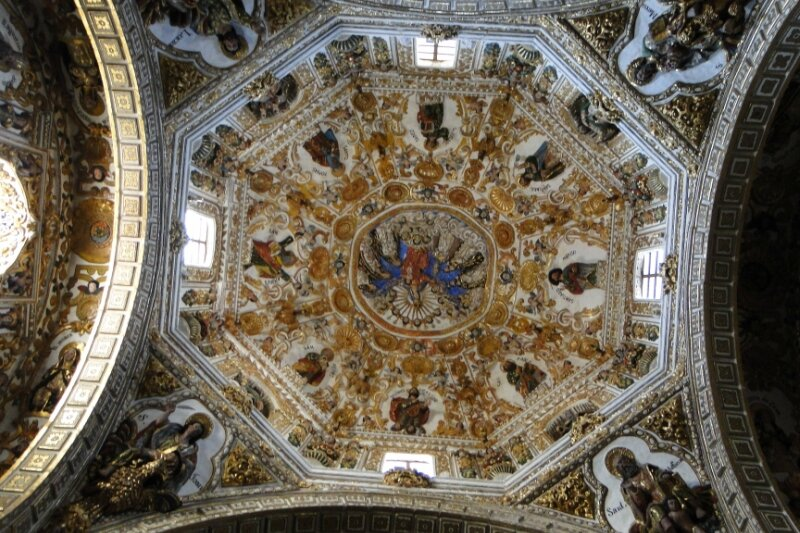
Décoration de dôme.